# کاوابه، گیفو
کاوابه، گیفو (به لاتین: Kawabe, Gifu) یک منطقهٔ مسکونی در ژاپن است که در Kamo District واقع شده‌است. کاوابه  ۱۰٬۵۲۹ نفر جمعیت دارد.